# Marta Kostyuk
Marta Olehivna Kostyuk (en ukrainien : Марта Олегівна Костюк), née le 28 juin 2002 à Kiev, est une joueuse de tennis ukrainienne, professionnelle depuis 2018. À ce jour, elle est lauréate d'un titre en simple sur le circuit WTA.

## Carrière

### 2016-2017: premiers pas et passage en professionnelle
En 2016, Marta Kostyuk remporte le Tournoi des Petits As, championnat du monde officieux des 12-14 ans, qui a révélé quantité de joueuses et de joueurs professionnels, dont Martina Hingis et Dinara Safina.
En 2017, âgée de seulement 14 ans et sept mois, elle remporte à sa première participation en Grand Chelem le tournoi junior de l'Open d'Australie, en battant en finale la Suissesse Rebeka Masarova (7-5, 1-6, 6-4). Quatre mois plus tard, elle décroche son premier titre sur le circuit ITF, à Dunakeszi. Toujours en junior, elle s'impose en double aux championnats d'Europe ainsi qu'à l'US Open et remporte en fin d'année le Masters de Chengdu en simple.

### 2018-2020: intégration au Top 100 et premiers pas en Grand Chelem
Elle commence sa saison 2018 par l'Open d'Australie où elle reçoit une invitation pour disputer les qualifications, alors qu'elle est classée 521e. Elle entre dans le grand tableau d'un Majeur pour la première fois en remportant ses trois matchs, puis rencontre Peng Shuai au premier tour, qu'elle bat facilement (6-2, 6-2), puis Olivia Rogowska, invitée locale qui dispute son dernier Grand Chelem (6-3, 7-5) au deuxième tour. Elle s'incline au troisième tour face à sa compatriote Elina Svitolina (2-6, 2-6), quatrième joueuse mondiale. Elle remporte début février son deuxième titre ITF, à Burnie. La suite de l'année 2018 reste satisfaisante pour une première année pro parmi les seniors, et ce, bien qu'il n'y ait pas d'autres victoires en tournois, ni en WTA, ni en ITF.
Elle tarde à confirmer les espoirs placés en elle durant l'année 2019, année où elle est ralentie par une blessure durant le printemps, et qui l'éloigne des terrains plusieurs semaines. Sa meilleure performance est un quart de finale à Strasbourg où elle échoue face à Caroline Garcia, après lui avoir offert une belle résistance. Elle oscille cette année-là entre la 116e et la 320e, alternant les bonnes semaines où elle montre tout son potentiel, capable de battre des top 50 (Anisimova, Zheng), et les semaines moins convaincantes.
Après avoir échoué aux qualifications de Brisbane et de l'Open d'Australie, elle gagne son 3e tournoi ITF le 23 février 2020 au Caire, au terme d'une semaine parfaite, sans perdre un seul set en cinq matchs. La finale a lieu contre Aliona Bolsova, qu'elle bat (6-1, 6-0), un jour seulement après avoir été titrée en double, associée à la Russe Kamilla Rakhimova. Elle parvient à se qualifier aux tournois de Lyon où elle s'incline dès le premier tour contre la Belge Ysaline Bonaventure (4-6, 4-6) et à Prague où elle subit le même sort, renversée par Camila Giorgi (6-4, 2-6, 6-7).
Elle échoue à se qualifier à Palerme mais parvient à jouer son deuxième Grand Chelem à l'US Open où comme pour le premier, elle crée la surprise et sort la Russe Daria Kasatkina (6-1, 6-2) et la Lettone Anastasija Sevastova (6-3, 7-6) et rejoint ainsi le troisième tour. Elle arrache une manche contre la numéro neuf mondiale Naomi Osaka (3-6, 7-6, 2-6), neuvième mondiale mais perd celle qui gagnera son troisième Grand Chelem quelques jours plus tard. Elle sort ensuite pour la première fois de sa carrière des qualifications à Roland Garros et butte d'entrée sur une autre Japonaise, Nao Hibino (4-6, 0-6). Malgré deux échecs en finale de tournoi ITF aux Etats-Unis, elle parvient pour la première fois de sa vie dans le Top 100. Elle subit la loi de l'ancienne numéro deux mondiale invitée Vera Zvonareva (4-6, 2-6) à Linz pour terminer la saison.

### 2021-2022: 1/8 à Roland-Garros, demi-finale à Abou Dhabi
Elle commence l'année de manière convaincante à Abou Dhabi avec des victoires sur la qualifiée Tchèque Lucie Hradecká, spécialiste de double (6-2, 6-4), la fantasque Hsieh Su-wei (6-3, 6-7, 6-3), la Slovène Tamara Zidanšek (6-1, 6-1), future finaliste cette année là à Roland Garros et l'Espagnole Sara Sorribes Tormo dans un match où elle reverse totalement le cours de la rencontre (0-6, 6-1, 6-4). Elle s'arrête à ce stade contre la Russe Veronika Kudermetova (6-7, 4-6). Elle profite d'un tirage favorable au WTA 500 de Melbourne pour remporter tranquillement son premier tour contre la 493e, Gabriela Dabrowski (6-3, 6-0) avant de tomber contre l'Américaine Jennifer Brady (1-6, 4-6), finaliste deux semaines plus tard à l'Open d'Australie. Elle butte de nouveau sur Veronika Kudermetova dans le Majeur australien (2-6, 6-7) et perd son premier match en carrière du tournoi de Miami contre la qualifiée Tsvetana Pironkova (6-7, 6-3, 3-6) qui dispute son dernier WTA 1000.
Elle retrouve la victoire en avril à Istanbul, contre les Russes Kamilla Rakhimova (6-4, 6-3) et Daria Kasatkina (6-3, 7-5) et la surprise invitée Ana Konjuh (7-5, 4-6, 6-3) mais ne parvient toujours pas à disputer sa première finale sur le circuit, barrée par la Roumaine Sorana Cîrstea (4-6, 4-6).
Si elle ne parvient pas à se sortir des qualifications à Madrid, c'est le contraire au tournoi de Rome auquel elle prend part au tableau final pour la première fois, sortie par la Russe Ekaterina Alexandrova (3-6, 1-6) qui gagne son premier match en capitale italienne. Au tournoi de Roland-Garros 2021, elle crée la surprise en sortant notamment l'ancienne vainqueurGarbiñe Muguruza au premier tour (6-1, 6-4) puis elle atteint les huitièmes de finale après deux victoires sur la Chinoise Zheng Saisai (6-3, 6-4) et la Russe Varvara Gracheva (6-1, 6-2) pour sa première participation au tournoi parisien. Elle rencontre la Polonaise Iga Świątek, tenante du titre et s'incline logiquement (3-6, 4-6). Elle commence la saison sur gazon par une victoire difficile contre l'Américaine Madison Brengle à Birmingham (4-6, 7-5, 6-3), voyant Daria Kasatkina prendre sa revanche (2-6, 5-7) au tour suivant et par une sortie des qualifications à Eastbourne, remportant une manche contre la Lettone Anastasija Sevastova (1-6, 7-6, 4-6). Disputant Wimbledon pour la première fois de sa carrière, elle sort la Néerlandaise Kiki Bertens qui dispute son avant-dernier match en carrière et son dernier en Grand Chelem (6-3, 6-4) avant de voir de nouveau Anastasija Sevastova la sortir (6-1, 4-6, 6-3).
Elle s'envole aux Etats-Unis en août et y dispute le tournoi de Chicago, obtenant deux victoires faciles contre l'invitée Katherine Sebov (6-0, 6-3) et l'Estonienne Kaia Kanepi (6-2, 6-3) mais battue par la revancharde Varvara Gracheva (7-6, 3-6, 4-6) en quarts de finale. Elle ne remporte qu'un match sur les quatre tournois suivants, remportant néanmoins sa première victoire en WTA 1000 à Indian Wells face à Zhang Shuai (6-3, 1-6, 6-2) mais sortie au tour suivant par la championne Simona Halep (6-7, 1-6). Elle perd ainsi d'entrée à l'US Open contre María Sákkari (4-6, 3-6), à Chicago contre sa compatriote Kateryna Baindl (7-6, 3-6, 0-6) et à Tenerife face à la Roumaine Irina-Camelia Begu (4-6, 4-6). 
Elle termine cependant bien l'année avec de nouvelles victoires au tournoi de Cluj contre l'Américaine Bernarda Pera (6-3, 6-4), la 202e Mona Barthel (6-4, 6-4) et la Britannique Emma Raducanu récente vainqueur surprise de son premier titre en Grand Chelem à l'US Open qu'elle écrase (6-2, 6-1). Elle atteint ses troisièmes demi-finale de l'année mais ne remporte qu'un seul jeu contre Simona Halep (0-6, 1-6) à ce stade.
Elle commence la saison 2022 par une défaite contre la qualifiée Claire Liu (6-4, 4-6, 3-6) à Melbourne et contre la jeune Américaine Coco Gauff (3-6, 7-5, 3-6) finaliste de Roland Garros cette année-là, à Adelaïde. Elle hérite d'un bon tirage à l'Open d'Australie avec la jeune Française Diane Parry, invitée et qui dispute pour la première fois le Majeur australien (6-1, 7-6). Elle parvient de nouveau au troisième tour, battant l'Espagnole Sara Sorribes Tormo (7-6, 6-3) mais s'inclinant après une belle lutte contre une autre Ibère, Paula Badosa, sixième mondiale (2-6, 7-5, 4-6), tout juste vainqueur à Sydney.
Elle se sort des qualifications à Dubaï, perdant logiquement d'entrée contre la numéro deux mondiale Aryna Sabalenka (4-6, 1-6) et à Doha où elle s'incline aussi dès son premier match contre la Croate Ana Konjuh (6-4, 5-7, 3-6). Ella affronte deux Belges à Indian Wells, sortant difficilement la première, Maryna Zanevska qui joue pour la première fois le tournoi (6-7, 7-6, 7-5) et écrasée par la deuxième, Elise Mertens (2-6, 1-6). Elle remporte ensuite ses premiers matchs à Miami, contre Alison Van Uytvanck et Madrid face à Clara Tauson, s'inclinant à chaque fois au deuxième tour. Elle parvient à sortir de nouveau des qualifications d'un WTA 1000 à Rome, battue dès le premier tour par Madison Brengle (4-6, 3-6) et termine la saison sur terre par deux défaites, contre la tête de série numéro une à Strasbourg, Karolína Plíšková (4-6, 2-6) et contre l'Egyptienne Mayar Sherif (3-6, 5-7) qui remporte son premier match Porte d'Auteuil. 
La saison sur herbe se passe mieux et elle aligne deux victoires consécutives en tableau final pour la première fois depuis cinq mois à Eastbourne, victorieuse de la Suissesse Viktorija Golubic (6-2, 6-1) et de la Tchèque Barbora Krejčíková (4-6, 6-3, 6-4), s'inclinant contre une autre surprise du tournoi, la locale Harriet Dart, invitée (4-6, 6-2, 4-6). Comme l'année passée, elle passe un tour à Wimbledon contre Katie Swan, 184e mondiale et invitée (4-6, 6-4, 6-4), sortie au tour suivant par Zhang Shuai (6-7, 2-6), ancienne quart de finaliste du tournoi londonien. Elle se qualifie mi-août pour la première fois à Cincinnati où elle franchit un tour contre l'Italienne Camila Giorgi (6-4, 5-7, 6-4) avant d'arracher la première manche à l'Américaine Jessica Pegula, huitième joueuse mondiale (7-6, 1-6, 2-6). Elle retrouve de l'allant à Granby où elle domine la Slovène Tamara Zidanšek (6-1, 7-5) et les Canadiennes Marina Stakusic, 640e (6-7, 6-4, 6-1) et Rebecca Marino (6-2, 4-6, 6-2) avant de déclarer forfait en demi-finale contre l'Australienne Daria Gavrilova. Elle prend sa revanche sur Mayar Sherif à l'occasion de l'US Open (7-6, 6-4) avant de voir l'ancienne numéro une et triple finaliste Victoria Azarenka la battre au second tour (2-6, 3-6). 
Sa fin de saison est sans performance notable, s'inclinant au premier tour de Portoroz dans un match disputé contre Ekaterina Alexandrova (6-7, 7-5, 5-7), à Cluj face à l'Italienne Jasmine Paolini (7-5, 3-6, 4-6) et au second tour à Tallinn, voyant la Tchèque Barbora Krejčíková prendre sa revanche (5-7, 3-6), à Guadalajara où elle s'incline logiquement contre María Sákkari, sixième joueuse mondiale (4-6, 4-6) et à Limoges où elle contre performe en étant sorti par Clara Tauson (6-7, 4-6).

### 2023: premier titre à Austin et premières victoires sur des Top 10
Elle commence l'année de belle manière, en se sortant des qualifications à Adelaïde et en battant l'invitée locale Jaimee Fourlis (6-1, 3-6, 6-4) et la Kazakh Elena Rybakina, vainqueur de Wimbledon l'année passée (6-7, 6-2, 6-3) et finaliste quelques semaines plus tard à l'Open d'Australie. Elle cède après une lutte âpre contre la numéro deux mondiale Ons Jabeur, finaliste des deux derniers tournois du Grand Chelem (6-7, 5-7) en quarts de finale. Après un échec aux qualifications du deuxième tournoi d'Adelaïde, elle remporte des matchs à l'Open d'Australie contre l'Américaine Amanda Anisimova (6-3, 6-4) et l'invitée Australienne Olivia Gadecki (6-2, 6-1) qui joue son premier Grand Chelem en carrière. Elle est écrasée au troisième tour par la numéro trois mondiale Jessica Pegula (0-6, 2-6). Elle s'envole fin janvier pour la Thaïlande et le tournoi de Hua Hin où elle renverse la Taïwanaise Liang En-shuo (6-7, 6-3, 6-0) et élimine la Japonaise Nao Hibino (6-3, 7-6) avant de tomber contre l'ancienne vainqueur de l'US Open Bianca Andreescu (0-6, 6-7). Elle subit la loi de la Suissesse Belinda Bencic, neuvième mondiale par deux fois au second tour, à Abou Dhabi (4-6, 5-7) et Dubaï après un meilleur match (7-6, 6-7, 4-6), proche de battre sa première Top 10.
En mars 2023, au tournoi d'Austin, elle atteint la première finale en simple de sa carrière sur le circuit principal. Tête de série no 8, elle élimine Dalma Gálfi (7-5, 6-1), Madison Brengle (6-3, 3-6, 6-0), l'Allemande Anna-Lena Friedsam (7-6, 6-2) et notamment Danielle Collins (no 4, 6-4, 6-3) en demi-finale, et remporte la finale face à Varvara Gracheva qui dispute elle aussi sa première finale sur le circuit WTA en deux sets (6-3 7-5). Son premier titre en carrière lui permet de réintégrer le Top 50. La suite est plus compliquée avec deux petites victoires en six tournois à Miami et Rome où elle remporte son premier match, sortie par Paula Badosa, ancienne numéro deux mondiale (4-6, 2-6) au second tour. Elle sort d'entrée à Indian Wells (contre la qualifiée Rebecca Peterson, 103e), à Madrid (contre la Colombienne Camila Osorio, 115e), à Roland Garros face à la numéro deux mondiale Aryna Sabalenka, vainqueur de l'Open d'Australie en début d'année et future demi-finaliste du tournoi, et à Birmingham dans un match serré contre la Russe Anastasia Potapova (7-6, 5-7, 4-6). 
Elle parvient pour la première fois de sa carrière au troisième tour de Wimbledon après avoir battu la première joueuse membre du Top 10 de sa vie, de manière renversante contre María Sákkari (0-6, 7-5, 6-2). Elle profite de l'abandon de Paula Badosa (6-2, 1-0 ab.) mais s'incline contre l'Américaine Madison Keys (4-6, 1-6). Elle commence bien la tournée américaine en prenant sa revanche sur Bianca Andreescu (2-6, 6-3, 7-6) à Washington puis sort la numéro six mondiale Caroline Garcia (6-2, 6-3), vainqueur du Masters en fin d'année passée avant de subir la loi de Liudmila Samsonova (4-6, 2-6) en quarts.
Elle connaît un deuxième trou d'air dans sa saison, sortant au premier tour de Montréal contre la jeune Zheng Qinwen( 2-6, 6-1, 3-6), finaliste quelques mois plus tard à l'Open d'Australie, à Cincinnati, ne remportant que trois jeux contre la qualifiée Jasmine Paolini (2-6, 1-6) et à l'US Open sur le même score contre la numéro quatre Elena Rybakina. Elle brise sa série de défaites à San Diego contre la Polonaise Magda Linette (6-2, 7-6), demi-finaliste à l'Open d'Australie en début de saison mais s'incline au match suivante contre la Brésilienne Beatriz Haddad Maia (5-7, 7-6, 6-2). Elle s'arrête également au second tour à Guadalajara, battue par la Lettone Jeļena Ostapenko (2-6, 3-6) après avoir cédé une manche contre la 226e mondiale Stacey Fung (6-3, 2-6, 6-0). Elle termine la saison par une nouvelle défaite à Tokyo contre Daria Kasatkina (6-3, 4-6, 3-6) mais aussi par un troisième tour à Pékin après avoir renversé l'Italienne Elisabetta Cocciaretto (1-6, 6-3, 6-4) et sorti la Tunisienne Ons Jabeur, finaliste de Wimbledon et septième mondiale (7-6, 6-1). Elle voit de nouveau Liudmila Samsonova lui barrer la route (4-6, 7-6, 5-7) au terme d'un match disputé.

### 2024: quart de finale à l'Open d'Australie, demi-finale à Indian Wells et finales à San Diego et Stuttgart
Elle commence l'année 2024 par une grande performance à l'Open d'Australie, où elle franchit pour la première fois de sa carrière le troisième tour en Grand Chelem. Elle se débarrasse d'abord de l'Américaine Claire Liu (6-3, 4-6, 6-1) puis difficilement de la Belge Elise Mertens, finaliste à Hobart la semaine passée (5-7, 6-1, 7-6). Elle passe en deuxième semaine à la faveur d'une autre victoire renversante sur la Russe Elina Avanesyan (2-6, 6-4, 6-4). Elle profite d'un tableau ouvert et poursuit son parcours en éliminant facilement une autre Russe, Maria Timofeeva qui dispute pour la première fois de sa vie le tableau final d'un tournoi du Grand Chelem (6-2, 6-1). Opposée à la jeune Coco Gauff, numéro quatre mondiale et vainqueure de l'US Open la saison passée, elle s'incline logiquement en gagnant néanmoins la deuxième manche (6-7, 7-6, 2-6).
Elle dispute début mars sa deuxième finale sur le circuit WTA à San Diego en disposant de la qualifiée Américaine Claire Liu (6-4, 4-6, 6-2), de l'invitée Australienne Taylah Preston (6-4, 6-3), puis renverse la Russe Anastasia Pavlyuchenkova (3-6, 6-4, 6-3) et sort la numéro cinq mondiale Jessica Pegula (7-6, 6-1) ce qui constitue sa plus belle victoire au classement WTA jusqu'alors. Opposée à la surprise Britannique Katie Boulter en finale, elle subit une défaite (7-5, 2-6, 2-6).
Elle enchaîne à Indian Wells en parvenant pour la première fois de sa carrière en huitièmes de finale d'un WTA 1000 après avoir battu la qualifiée Japonaise Mai Hontama (6-4, 6-2) et profité du forfait de la septième joueuse mondiale Markéta Vondroušová, vainqueur l'année passée de Wimbledon. Elle ne s'arrête pas là en sortant deux joueuses Russes, Anastasia Pavlyuchenkova (6-4, 6-1) et Anastasia Potapova (6-0, 7-5) pour parvenir en demi-finale du tournoi californien. Elle subit néanmoins en demi-finale la loi de la numéro une mondiale Iga Świątek qui ne lui laisse que trois jeux (2-6, 1-6).
Elle continue d'afficher sa forme éclatante à Stuttgart où elle se sort de rudes combats en trois sets, d'abord contre l'Allemande invitée Laura Siegemund (6-3, 6-7, 6-4), puis face à la jeune Chinoise Zheng Qinwen, finaliste en début de saison à l'Open d'Australie (6-2, 4-6, 7-5) avant de conclure à sa huitième balle de match dans un nouveau duel serré contre l'Américaine Coco Gauff, numéro trois mondiale (3-6, 6-4, 7-6) en quarts de finale. Elle sort ainsi pour la première fois deux joueuses du Top 10 dans le même tournoi et obtient par la même occasion ses deux premières victoires sur des Top 10 sur ocre. Elle fait la passe de trois en écartant la Tchèque Markéta Vondroušová (7-6, 6-2), ancienne finaliste de Roland Garros et numéro huit mondiale en demi-finale. Fatiguée, elle s'incline logiquement aux pieds du trophée contre la Kazakh Elena Rybakina, vainqueur de la championne Iga Świątek au tour précédent (2-6, 2-6).

### 2025: quart de finale à Doha, Madrid et Montréal
Elle sort lors du tournoi de Doha l'invitée turque Zeynep Sönmez (6-3, 6-3), ainsi que la troisième joueuse mondiale Coco Gauff (6-2, 7-5), pour disputer pour la première fois les huitièmes de finale du tournoi qatari. Elle bénéficie d'un tableau ouvert et sort la Polonaise Magda Linette, ancienne demi-finaliste à l'Open d'Australie (6-4, 6-2), mais bute en quarts de finale sur l'Américaine Amanda Anisimova (6-4, 5-7, 4-6), après un gros combat.
Elle joue le tournoi de Madrid en avril, et sort Emma Raducanu au premier tour (6-4, 2-6, 6-2) puis les Russes Veronika Kudermetova, ancienne Top 10 (6-0, 4-6, 6-4) et Anastasia Potapova (6-3, 6-2) pour jouer son deuxième quart de finale en WTA 1000, le premier ici. Elle offre une belle résistance contre la numéro une Aryna Sabalenka, finaliste à l'Open d'Australie en début de saison mais s'incline en deux tie-breaks à ce stade.
Un nouveau quart de finale s'offre à elle en WTA 1000 en août, à Montréal, à la faveur de plusieurs victoires en trois manches contre l'ancienne sixième mondiale Markéta Vondroušová (2-6, 6-3, 6-2), l'Australienne Daria Kasatkina (3-6, 6-3, 7-6) et l'Américaine McCartney Kessler (5-7, 6-3, 6-3). Affrontant la Kazakhstanaise Elena Rybakina, elle abandonne au deuxième set (1-6, 1-2 ab.), gênée au poignet droit.

## Palmarès

### Titre en simple dames
| No | Date       | Nom et lieu du tournoi | Catégorie | Dotation  | Surface    | Finaliste        | Score    |          |
| -- | ---------- | ---------------------- | --------- | --------- | ---------- | ---------------- | -------- | -------- |
| 1  | 27-02-2023 | ATX Open, Austin       | WTA 250   | 259 303 $ | Dur (ext.) | Varvara Gracheva | 6-3, 7-5 | Parcours |

### Finales en simple dames
| No | Date       | Nom et lieu du tournoi               | Catégorie | Dotation  | Surface      | Vainqueure     | Score         |          |
| -- | ---------- | ------------------------------------ | --------- | --------- | ------------ | -------------- | ------------- | -------- |
| 1  | 26-02-2024 | Cymbiotika San Diego Open, San Diego | WTA 500   | 922 573 $ | Dur (ext.)   | Katie Boulter  | 5-7, 6-2, 6-2 | Parcours |
| 2  | 15-04-2024 | Porsche Tennis Grand Prix, Stuttgart | WTA 500   | 922 573 $ | Terre (int.) | Elena Rybakina | 6-2, 6-2      | Parcours |

### Titres en double dames
| No | Date       | Nom et lieu du tournoi                 | Catégorie | Dotation  | Surface      | Partenaire         | Finalistes                       | Score     |          |
| -- | ---------- | -------------------------------------- | --------- | --------- | ------------ | ------------------ | -------------------------------- | --------- | -------- |
| 1  | 12-09-2022 | Zavarovalnica Sava Portorož Portorož   | WTA 250   | 251 750 $ | Dur (ext.)   | Tereza Martincová  | Cristina Bucșa Tereza Mihalíková | 6-4, 6-0  | Parcours |
| 2  | 19-06-2023 | Rothesay Classic Birmingham Birmingham | WTA 250   | 259 303 $ | Gazon (ext.) | Barbora Krejčíková | Storm Hunter Alycia Parks        | 6-2, 7-67 | Parcours |

### Finale en double dames
| No | Date       | Nom et lieu du tournoi | Catégorie | Dotation  | Surface    | Vainqueures                | Partenaire        | Score    |          |
| -- | ---------- | ---------------------- | --------- | --------- | ---------- | -------------------------- | ----------------- | -------- | -------- |
| 1  | 18-10-2021 | Tenerife Open Tenerife | WTA 250   | 235 238 $ | Dur (ext.) | Ulrikke Eikeri Ellen Perez | Lyudmyla Kichenok | 6-3, 6-3 | Parcours |

### Titre en double en WTA 125
| No | Date       | Nom et lieu du tournoi      | Catégorie | Dotation  | Surface    | Partenaire          | Finalistes                     | Score    |          |
| -- | ---------- | --------------------------- | --------- | --------- | ---------- | ------------------- | ------------------------------ | -------- | -------- |
| 1  | 11-12-2022 | Open BLS de Limoges Limoges | WTA 125   | 115 000 $ | Dur (int.) | Oksana Kalashnikova | Alicia Barnett Olivia Nicholls | 7-5, 6-1 | Parcours |

## Parcours en Grand Chelem

### En simple dames
| Année | Open d'Australie | Open d'Australie      | Internationaux de France | Internationaux de France | Wimbledon       | Wimbledon            | US Open         | US Open           |
| ----- | ---------------- | --------------------- | ------------------------ | ------------------------ | --------------- | -------------------- | --------------- | ----------------- |
| 2018  | 3e tour (1/16)   | Elina Svitolina       | Q2                       | Martina Trevisan         | Q3              | Sara Sorribes Tormo  | Q2              | Marie Bouzková    |
| 2019  | Q3               | Paula Badosa          | —                        | —                        | Q1              | Anna Kalinskaya      | —               | —                 |
| 2020  | Q1               | Natalia Vikhlyantseva | 1er tour (1/64)          | Nao Hibino               | Annulé          | Annulé               | 3e tour (1/16)  | Naomi Osaka       |
| 2021  | 1er tour (1/64)  | Veronika Kudermetova  | 1/8 de finale            | Iga Świątek              | 2e tour (1/32)  | Anastasija Sevastova | 1er tour (1/64) | María Sákkari     |
| 2022  | 3e tour (1/16)   | Paula Badosa          | 1er tour (1/64)          | Mayar Sherif             | 2e tour (1/32)  | Zhang Shuai          | 2e tour (1/32)  | Victoria Azarenka |
| 2023  | 3e tour (1/16)   | Jessica Pegula        | 1er tour (1/64)          | Aryna Sabalenka          | 3e tour (1/16)  | Madison Keys         | 1er tour (1/64) | Elena Rybakina    |
| 2024  | 1/4 de finale    | Coco Gauff            | 2e tour (1/32)           | Donna Vekić              | 3e tour (1/16)  | Madison Keys         | 3e tour (1/16)  | Emma Navarro      |
| 2025  | 3e tour (1/16)   | Paula Badosa          | 1er tour (1/64)          | Sára Bejlek              | 1er tour (1/64) | Veronika Erjavec     |                 |                   |

N.B. : à droite du résultat se trouve le nom de l'ultime adversaire.

### En double dames
| Année | Open d'Australie                                                                    | Open d'Australie                                                                        | Internationaux de France                                                                  | Internationaux de France                                                             | Wimbledon | Wimbledon | US Open | US Open |
| ----- | ----------------------------------------------------------------------------------- | --------------------------------------------------------------------------------------- | ----------------------------------------------------------------------------------------- | ------------------------------------------------------------------------------------ | --------- | --------- | ------- | ------- |
| 2020  | —                                                                                   | —                                                                                       | 1/4 de finale A. Sasnovich \|\| style="text-align:left;" \| T. Babos K. Mladenovic        | Annulé                                                                               | Annulé    | —         | —       |         |
| 2021  | 1er tour (1/32) A. Sasnovich \|\| style="text-align:left;" \| M. Barthel Zhu L.     | 1er tour (1/32) A. Sasnovich \|\| style="text-align:left;" \| M. Niculescu J. Ostapenko | 2e tour (1/16) J. Ostapenko \|\| Forfait                                                  | 1/8 de finale D. Yastremska \|\| style="text-align:left;" \| G. Dabrowski L. Stefani |           |           |         |         |
| 2022  | 1/8 de finale D. Yastremska \|\| style="text-align:left;" \| C. Dolehide S. Sanders | 1/4 de finale E.G. Ruse \|\| style="text-align:left;" \| M. Keys T. Townsend            | 2e tour (1/16) T. Martincová \|\| style="text-align:left;" \| G. Dabrowski G. Olmos       | 1/8 de finale Zhang S. \|\| style="text-align:left;" \| D. Krawczyk D. Schuurs       |           |           |         |         |
| 2023  | 1/2 finale E.-G. Ruse \|\| style="text-align:left;" \| B. Krejčíková K. Siniaková   | 1/8 de finale E.-G. Ruse \|\| style="text-align:left;" \| C. Gauff J. Pegula            | 2e tour (1/16) E.-G. Ruse \|\| style="text-align:left;" \| M. Kolodziejová M. Vondroušová | 1/8 de finale E.-G. Ruse \|\| style="text-align:left;" \| C. Gauff J. Pegula         |           |           |         |         |
| 2024  | 2e tour (1/16) K. Kawa \|\| Forfait                                                 | 1/2 finale E.-G. Ruse \|\| style="text-align:left;" \| S. Errani J. Paolini             | 1/8 de finale E.-G. Ruse \|\| style="text-align:left;" \| G. Dabrowski E. Routliffe       | 2e tour (1/16) E.-G. Ruse \|\| Forfait                                               |           |           |         |         |
| 2025  | 1/4 de finale E.-G. Ruse \|\| style="text-align:left;" \| Hsieh S.-w. J. Ostapenko  | —                                                                                       | —                                                                                         | 2e tour (1/16) E.-G. Ruse \|\| style="text-align:left;" \| Hsieh S.-w. J. Ostapenko  |           |           |         |         |

N.B. : le nom de la partenaire se trouve sous le résultat ; les noms des ultimes adversaires se trouvent à droite.

### En double mixte
| Année | Open d'Australie | Open d'Australie | Internationaux de France                                                        | Internationaux de France                                                            | Wimbledon                              | Wimbledon | US Open | US Open |
| ----- | ---------------- | ---------------- | ------------------------------------------------------------------------------- | ----------------------------------------------------------------------------------- | -------------------------------------- | --------- | ------- | ------- |
| 2021  | —                | —                | —                                                                               | —                                                                                   | 2e tour (1/16) M. Purcell \|\| Forfait | —         | —       |         |
|       |                  |                  |                                                                                 |                                                                                     |                                        |           |         |         |
| 2023  | —                | —                | 1/4 de finale M. Arévalo \|\| style="text-align:left;" \| B. Andreescu M. Venus | 1/4 de finale M. Arévalo \|\| style="text-align:left;" \| A. Sutjiadi M. Middelkoop | —                                      | —         |         |         |

N.B. : le nom du partenaire se trouve sous le résultat ; les noms des ultimes adversaires se trouvent à droite.

## Parcours en «Premier» et WTA 1000
Les tournois WTA « Premier Mandatory » et « Premier 5 » (entre 2009 et 2020) et WTA 1000 (à partir de 2021) constituent les catégories d'épreuves les plus prestigieuses, après les quatre levées du Grand Chelem. 

De 2009 à 2023, les tournois Premier Mandatory (dits tournois WTA 1000 obligatoires entre 2021 et 2023) regroupent Indian Wells, Miami, Madrid et Pékin, les autres constituant les tournois Premier 5 (tournois WTA 1000 non-obligatoires). À partir de 2024, le nombre de tournois WTA 1000 passe à 10 par saison (fin de l’alternance Doha / Dubaï), ces derniers devenant tous obligatoires et offrant tous 1000 points à la vainqueure (contre 900 points précédemment pour les tournois Premier 5).

### En simple dames
| Année |       |                                  |                          |                             |                              |                                 |                                |                           |                            |                             |  |                             |
| Doha  | Dubaï | Indian Wells                     | Miami                    | Madrid                      | Rome                         | Canada                          | Cincinnati                     | Pékin                     |                            | Wuhan                       |  |                             |
| Doha  | Dubaï | Indian Wells                     | Miami                    | Madrid                      | Rome                         | Canada                          | Cincinnati                     | Pékin                     | Guadalajara                |                             |  |                             |
| Doha  | Dubaï | Indian Wells                     | Miami                    | Madrid                      | Rome                         | Canada                          | Cincinnati                     | Pékin                     |                            |                             |  |                             |
| 2018  |       |                                  | WTA 500                  |                             |                              | 1er tour (1/32) L. Arruabarrena |                                |                           |                            |                             |  |                             |
| 2019  |       | WTA 500                          |                          |                             |                              | 1er tour (1/32) Kr. Plíšková    |                                |                           |                            |                             |  |                             |
|       |       |                                  |                          |                             |                              |                                 |                                |                           |                            |                             |  |                             |
| 2021  |       | WTA 500                          |                          | 2e tour (1/32) S. Halep     | 1er tour (1/64) T. Pironkova |                                 | 1er tour (1/32) E. Alexandrova |                           |                            | Annulé                      |  | Annulé                      |
| 2022  |       | 1er tour (1/32) A. Konjuh        | WTA 500                  | 2e tour (1/32) E. Mertens   | 2e tour (1/32) B. Bencic     | 2e tour (1/16) E. Raducanu      | 1er tour (1/32) M. Brengle     |                           | 2e tour (1/16) J. Pegula   | Hors calendrier             |  | 2e tour (1/16) M. Sákkari   |
| 2023  |       | WTA 500                          | 2e tour (1/16) B. Bencic | 1er tour (1/64) R. Peterson | 2e tour (1/32) A. Potapova   | 2e tour (1/32) C. Osorio        | 3e tour (1/16) P. Badosa       | 1er tour (1/32) Zheng Q.  | 1er tour (1/32) J. Paolini | 3e tour (1/16) L. Samsonova |  | 2e tour (1/16) J. Ostapenko |
| 2024  |       | 2e tour (1/16) A. Pavlyuchenkova |                          | 1/2 finale I. Świątek       |                              | 2e tour (1/32) M. Sherif        | 2e tour (1/32) N. Osaka        | 3e tour (1/8) E. Navarro  | 3e tour (1/8) I. Świątek   | 2e tour (1/32) K. Volynets  |  | 3e tour (1/8) C. Gauff      |
| 2025  |       | 1/4 de finale A. Anisimova       | 2e tour (1/16) S. Kenin  | 4e tour (1/8) Zheng Q.      | 4e tour (1/8) J. Pegula      | 1/4 de finale A. Sabalenka      | 4e tour (1/8) A. Sabalenka     | 1/4 de finale E. Rybakina | 3e tour (1/16) Forfait     |                             |  |                             |

Sous le résultat, l’ultime adversaire.
1. 1 2   Les tournois de Doha et Dubaï alternent le statut de tournoi WTA 1000 (ex Premier 5) entre 2009 et 2023 : les trois premières éditions ont lieu à Dubaï, les trois suivantes à Doha, puis Dubaï accueille le tournoi de cette catégorie les années impaires et Dubaï les années paires. De 2011 à 2023, la ville qui n’accueille pas de WTA 1000 organise à la place un tournoi WTA 500 (ex Premier).
2. 1 2 3 4 5 6 7   L’ordre de déroulement des tournois a évolué depuis 2009 : Rome se dispute avant Madrid et Cincinnati avant Montréal/Toronto jusqu’en 2010, tandis que Tokyo (2009-2013)-Wuhan (2014-2019, 2024-)-Guadalajara (2022-2023) ont lieu avant Pékin jusqu’en 2023.
3. 1 2  Du fait de la pandémie de Covid-19, les tournois d’Indian Wells, de Miami, de Madrid, du Canada, de Wuhan et de Pékin sont annulés en 2020. Ces deux derniers le sont également en 2021. Pour des raisons d’organisation, le tournoi de Cincinnati 2020 a exceptionnellement lieu à Flushing Meadows à New York.
4. ↑  Le 1er décembre 2021, le président de la WTA, Steve Simon, annonce que tous les tournois prévus en Chine et à Hong Kong sont suspendus à partir de 2022, en raison de préoccupations concernant la sécurité et le bien-être de la joueuse de tennis chinoise Peng Shuai après ses allégations de relations sexuelles non-consenties avec Zhang Gaoli, membre de haut rang du Parti communiste chinois. Le tournoi de Pékin revient en 2023. Le tournoi de Guadalajara remplace celui de Wuhan pendant deux ans, ce dernier réapparaissant en 2024.

## Parcours aux Jeux olympiques

### En simple dames
| # | Date       | Nom de l'olympiade         | Surface             | Résultat      | Ultime adversaire | Score          |          |
| - | ---------- | -------------------------- | ------------------- | ------------- | ----------------- | -------------- | -------- |
| 1 | 27/07/2024 | Olympic Tennis Event Paris | Terre battue (ext.) | 1/4 de finale | Donna Vekić       | 6-4, 2-6, 7-68 | Parcours |

### En double dames
| # | Date       | Nom de l'olympiade         | Surface             | Résultat      | Partenaire        | Ultimes adversaires | Score |          |
| - | ---------- | -------------------------- | ------------------- | ------------- | ----------------- | ------------------- | ----- | -------- |
| 1 | 27/07/2024 | Olympic Tennis Event Paris | Terre battue (ext.) | 2e tour (1/8) | Dayana Yastremska | Forfait             |       | Parcours |

## Parcours en Fed Cup
| #                                                                 | Date       | Lieu     | Surface      | Gagnante(s)    | Perdante(s)     | Score     |          |
| ----------------------------------------------------------------- | ---------- | -------- | ------------ | -------------- | --------------- | --------- | -------- |
|                                                                   |            |          |              |                |                 |           |          |
| 2018 - 1er tour (groupe mondial II) - Australie - Ukraine : 3 : 2 |            |          |              |                |                 |           |          |
| 1                                                                 | 10/02/2018 | Canberra | Gazon (ext.) | Marta Kostyuk  | Daria Gavrilova | 7-63, 6-3 | Parcours |
| 1                                                                 | 10/02/2018 | Canberra | Gazon (ext.) | Ashleigh Barty | Marta Kostyuk   | 6-2, 6-3  | Parcours |

## Records et statistiques

### Victoires sur le top 10
Toutes ses victoires sur des joueuses classées dans le top 10 de la WTA lors de la rencontre.
| Légende      |
| Grand Chelem |
| WTA 1000     |
| WTA 500      |
| WTA 250      |
| Fed Cup      |

| # |       |  | Tournoi         | Année | Surface             |                     | Adversaire      | Rang | Tour           | Score          | Tableau |
| - | ----- |  | --------------- | ----- | ------------------- | ------------------- | --------------- | ---- | -------------- | -------------- | ------- |
| 1 | no 36 |  | Wimbledon       | 2023  | Gazon               |                     | María Sákkari   | no 8 | 1/64           | 0-6, 7-5, 6-2  | Tableau |
| 2 | no 34 |  | Washington      | 2023  | Dur                 |                     | Caroline Garcia | no 6 | 1/16           | 6-2, 6-3       | Tableau |
| 3 | no 44 |  | Pékin           | 2023  | Dur                 |                     | Ons Jabeur      | no 7 | 1/16           | 7-65, 6-1      | Tableau |
| 4 | no 34 |  | San Diego       | 2024  | Dur                 |                     | Jessica Pegula  | no 5 | 1/2            | 7-64, 6-1      | Tableau |
| 5 | no 27 |  | Stuttgart       | 2024  | Terre battue (int.) |                     | Qinwen Zheng    | no 7 | 1/8            | 6-2, 4-6, 7-5  | Tableau |
| 6 | no 27 |  | Stuttgart       | 2024  | Terre battue (int.) | Coco Gauff          | no 3            | 1/4  | 3-6, 6-4, 7-66 |                | Tableau |
| 7 | no 27 |  | Stuttgart       | 2024  | Terre battue (int.) | Markéta Vondroušová | no 8            | 1/2  | 7-62, 6-2      |                | Tableau |
| 8 | no 19 |  | Jeux olympiques | 2024  | Terre battue        |                     | María Sákkari   | no 8 | 1/8            | 4-6, 7-65, 6-4 | Tableau |
| 9 | no 21 |  | Doha            | 2025  | Dur                 |                     | Coco Gauff      | no 3 | 1/16           | 6-2, 7-5       | Tableau |

## Classement WTA en fin de saison
| Année          | 2017 | 2018 | 2019 | 2020 | 2021 | 2022 | 2023 | 2024 |
| Rang en simple | 518  | 118  | 155  | 98   | 50   | 70   | 39   | 18   |
| Rang en double | –    | 849  | 568  | 112  | 97   | 46   | 28   | 60   |

Source : (en) Classements de Marta Kostyuk sur le site officiel de la Fédération internationale de tennis